# トゥルナーフェルト線
トゥルナーフェルト線（独: Tullnerfelder Bahn）は、オーストリア連邦鉄道の鉄道線の名称である。

## 概要
オーストリア、ニーダーエスターライヒ州の街、ザンクト・ペルテンとトゥルンを結ぶ路線。

## 運行形態

### 特別快速「レギオナル・エクスプレス(REX)」
- ガース・トゥーナウ/ジグムンツハーベルク - ヘルツォーゲンブルク - ザンクト・ペルテン間：
平日のみの運行。一日1-3往復の運行。ヘルツォーゲンブルク以南のみ、トゥルナーフェルト線を通る。
2015年以前には2時間に1本運行されていた。

- 過去の運行系統
  - 2015年以前には、ウィーン西駅 - トゥルン町 - クレムス間にも一日1往復運行していた。
  - ウィーン（フランツヨーゼフ駅） - トゥルン - ザンクトペルテン - パッサウ間：
夏季のみ、一日1往復のみ運行していた。トゥルン以東はフランツヨーゼフ鉄道を、ザンクト・ペルテン以西は西部鉄道を運行する。トゥルンを通過し、トゥルン町、トゥルナーフェルト、トライスマウアー、ヘルツォーゲンブルクに停車していた。
かつては、急行(EZ)として運行されていた。また2017年以前は、ウィーン方面行に限り、トゥルナーフェルトを通過していた。2019年限りで休止。

### 快速「レギオナルツーク(R)」
主にクレムス - ヘルツォーゲンブルク - ザンクト・ペルテン間に1時間に1本運行される。
2015年以前は、半数が特別快速(REX)として運行されていた。また、大部分はザンクト・ペルテン - ヘルツォーゲンブルク間でも複数の駅に停車していた。また、ウィーン/トゥルン - ザンクト・ペルテン間を運行するものもあった。

### 普通「Sバーン(S40)」
トゥルナーフェルト線の主力。ウィーン（フランツヨーゼフ駅） - トゥルン - ザンクト・ペルテン間を運行し、トゥルン以東はフランツヨーゼフ鉄道に乗り入れる。本数は毎時１本。
なお、2015年以前は、ウィーン行の大半、ザンクト・ペルテン行の半数がフィーホーフェンを通過していた。2020年以前は、休日のトゥルナーフェルト以西の本数が少なく、2時間に1本しか運行していなかった。

## 駅一覧
以下では、トゥルナーフェルト線の駅と営業キロ、停車列車、接続路線などを一覧表で示す。
- 種別
  - REX：特別快速「レギオナル・エクスプレス」
  - R：快速「レギオナルツーク」
  - S：普通「Sバーン」
- 停車駅
  - ■印：全列車停車
  - ●印：一部通過
  - ○印：一部停車
  - ｜印：全列車通過

| 路線名               | 駅名                               | 駅間営業キロ | 累計営業キロ | REX | R  | S | 接続路線                                                    | 所在地                   | 所在地                       |
| -------------------- | ---------------------------------- | ------------ | ------------ | --- | -- | - | ----------------------------------------------------------- | ------------------------ | ---------------------------- |
| トゥルナーフェルト線 | トゥルン・アン・デア・ドナウ駅     | -            | 0.0          |     |    | ■ | フランツヨーゼフ線（クレムス/グミュント方面、ウィーン方面） | ニーダーエスターライヒ州 | トゥルン郡                   |
| トゥルナーフェルト線 | トゥルン町駅                       | 0.9          | 0.9          |     |    | ■ |                                                             | ニーダーエスターライヒ州 | トゥルン郡                   |
| トゥルナーフェルト線 | トゥルナーフェルト駅               | 6.1          | 7.0          |     |    | ■ | 西部鉄道新線（ウィーン方面）                                | ニーダーエスターライヒ州 | トゥルン郡                   |
| トゥルナーフェルト線 | ミヘルハウゼン駅                   | 4.7          | 11.7         |     |    | ■ |                                                             | ニーダーエスターライヒ州 | トゥルン郡                   |
| トゥルナーフェルト線 | アッツェンブルク駅                 | 1.3          | 13.0         |     |    | ■ |                                                             | ニーダーエスターライヒ州 | トゥルン郡                   |
| トゥルナーフェルト線 | モースビアハイム・ハイリゲナイヒ駅 | 2.0          | 15.0         |     |    | ■ |                                                             | ニーダーエスターライヒ州 | トゥルン郡                   |
| トゥルナーフェルト線 | トラスドルフ駅                     | 1.9          | 16.9         |     |    | ● |                                                             | ニーダーエスターライヒ州 | トゥルン郡                   |
| トゥルナーフェルト線 | ジッツェンベルク・ライディング駅   | 4.9          | 21.8         |     |    | ● |                                                             | ニーダーエスターライヒ州 | トゥルン郡                   |
| トゥルナーフェルト線 | ゲマインレバーン駅                 | 1.2          | 23.0         |     |    | ● |                                                             | ニーダーエスターライヒ州 | ザンクト・ペルテン・ラント郡 |
| トゥルナーフェルト線 | トライスマウアー駅                 | 4.6          | 27.6         |     |    | ■ |                                                             | ニーダーエスターライヒ州 | ザンクト・ペルテン・ラント郡 |
| トゥルナーフェルト線 | ゲッツァースドルフ駅               | 3.8          | 31.4         |     |    | ● |                                                             | ニーダーエスターライヒ州 | ザンクト・ペルテン・ラント郡 |
| トゥルナーフェルト線 | ヘルツォーゲンブルク町駅           | 4.5          | 35.9         |     |    | ■ |                                                             | ニーダーエスターライヒ州 | ザンクト・ペルテン・ラント郡 |
| トゥルナーフェルト線 | ヘルツォーゲンブルク駅             | 1.0          | 36.9         | ■   | ■  | ■ | ヘルツォーゲンブルク - クレムス線                           | ニーダーエスターライヒ州 | ザンクト・ペルテン・ラント郡 |
| トゥルナーフェルト線 | 下ラドルベルク駅                   | 2.5          | 39.4         | ｜  | ｜ | ● |                                                             | ニーダーエスターライヒ州 | ザンクト・ペルテン市         |
| トゥルナーフェルト線 | 上ラドルベルク駅                   | 2.0          | 41.4         | ｜  | ｜ | ● |                                                             | ニーダーエスターライヒ州 | ザンクト・ペルテン市         |
| トゥルナーフェルト線 | フィーホーフェン駅                 | 1.7          | 43.1         | ｜  | ｜ | ● |                                                             | ニーダーエスターライヒ州 | ザンクト・ペルテン市         |
| トゥルナーフェルト線 | トライゼンパーク駅                 | 1.5          | 44.6         | ｜  | ｜ | ● |                                                             | ニーダーエスターライヒ州 | ザンクト・ペルテン市         |
| トゥルナーフェルト線 | ザンクト・ペルテン駅               | 2.2          | 46.8         | ■   | ■  | ■ | 西部鉄道、レオバースドルフ線、マリアツェル線                | ニーダーエスターライヒ州 | ザンクト・ペルテン市         |